# Idiocracy
Idiocracy è un film del 2006 co-scritto, diretto e co-prodotto da Mike Judge.
In questa commedia dall'ambientazione fantascientifica viene dipinto uno scenario distopico del futuro dove, a causa della maggiore prolificità delle persone stupide, il livello di intelligenza medio raggiunge livelli talmente bassi da mettere a rischio la sopravvivenza del genere umano.

## Trama
Il film inizia con l'introduzione che esplicita la trama di fondo del film. Mostra infatti due coppie, una di persone molto intelligenti e l'altra di idioti. Mentre i primi hanno continuato a rinviare il concepimento ponendosi numerosi scrupoli anche per motivi etici finché lui non è morto di infarto durante l'estrazione del seme per l'inseminazione artificiale, l'altra "coppia" si è ritrovata a sfornare molti figli, non solo tra loro due ma anche con i rispettivi amanti.
Nel 2005 l'archivista militare Joe Bauers e la prostituta Rita vengono scelti come volontari per un esperimento di ibernazione asciutta. Joe viene selezionato in quanto incarna perfettamente tutte le caratteristiche dell'americano medio, mentre Rita è scelta dopo che l'esercito ha corrotto il suo manager/fidanzato, il pappone "Upgrayedd". Inoltre, entrambi non hanno parenti stretti, e in caso di esito infausto dell'esperimento la loro scomparsa potrà essere facilmente insabbiata. L'esperimento, la cui durata teorica doveva essere di un anno, subisce una svolta: il Generale Collins, l'ufficiale responsabile, viene arrestato per essersi avvicinato ad Upgrayedd al punto da averne imitato la carriera da pappone, e le capsule con Joe e Rita ibernati finiscono per essere dimenticate.
Cinquecento anni dopo, in un'epoca in cui il quoziente intellettivo medio si è drasticamente abbassato, le capsule d'ibernazione di Joe e di Rita si aprono in seguito alla frana di una gigantesca montagna di immondizia sulle stesse. La capsula di Joe finisce per schiantarsi all'interno dell'appartamento di Frito Pendejo, un individuo che se la prende ottusamente con Joe per averlo interrotto mentre guardava Ahia, le palle!, uno show televisivo composto esclusivamente da scene di un uomo colpito ai testicoli, e lo caccia da casa sua. Inizialmente Joe crede di avere delle allucinazioni causate dall'ibernazione, ma ben presto si rende conto di essere finito veramente nell'anno 2505, dove la popolazione è composta da individui patologicamente idioti che hanno portato la società e l'ambiente sull'orlo del disastro. Joe si reca errante in un ospedale, un luogo molto sporco nel quale la diagnosi è affidata esclusivamente alle macchine, dove viene visitato e giudicato ritardato, per poi fuggire ed essere arrestato per non possedere sul braccio il tatuaggio a codice a barre che fa da documento d'identificazione, oltre a non aver pagato l'ospedale. Al processo Joe ritrova Frito come suo avvocato difensore d'ufficio. Frito approfitta dell'occasione per vendicarsi dell'irruzione di Joe in casa sua, e fa in modo che il militare venga condannato. Rita nel frattempo riprende il suo mestiere, rendendosi conto che è diventato molto più facile in un "mondo popolato da coglioni".
Joe viene condotto in carcere, dove viene tatuato con il codice a barre identificativo con il nome "Non Sicuro" da una macchina difettosa e sottoposto ad un test d'intelligenza, che supera facilmente con un risultato fuori scala, per poi evadere altrettanto semplicemente approfittando della stupidità delle guardie del carcere. Joe torna all'appartamento di Frito e, dopo averlo affrontato, cerca di capire se in quel futuro è stato, per caso, inventato un qualche tipo di macchina del tempo in grado di riportare lui e Rita al 2005. Frito sostiene di sapere dove si trovi una macchina del tempo, e Joe lo convince ad aiutarlo dietro la promessa di aprire a suo nome un conto di deposito nel 2005, in modo da renderlo ricco grazie agli interessi che andranno ad accumularsi nel corso dei secoli, fino al 2505. Dopo aver ritrovato Rita ed essere sfuggiti ad un agguato della polizia, Frito conduce Joe in un immenso magazzino Costco, dove sostiene di poter trovare una navetta che li condurrà alla macchina del tempo.
Mentre aspettano che Rita esca dalla toilette del locale, Joe viene riconosciuto da un rilevatore di tatuaggi, venendo così arrestato e portato alla Casa Bianca dove viene nominato a sua sorpresa segretario degli interni, in quanto il test d'intelligenza svolto in carcere l'ha identificato come l'uomo più intelligente del mondo. Durante il suo discorso, il Presidente Dwayne Camacho, wrestler e pornoattore, afferma di fronte alla popolazione che Joe riceverà l'amnistia per i suoi "crimini" se riuscirà a far cessare le tempeste di polvere, a sistemare l'economia (o come la chiamano loro "ecomonia") e a risolvere il problema della carenza di cibo in una settimana. Benché inizialmente poco fiducioso di se stesso, Joe scopre che il problema principale della carenza di cibo è la siccità dei campi di coltivazione, che non vengono irrigati con acqua, ma con Brawndo il tronca-sete, una bevanda energetica che ha rimpiazzato l'acqua in tutti i suoi usi. Joe, intuendo che quello possa essere la causa del problema, ordina di cessare l'uso di Brawndo e di tornare ad irrigare con la sola acqua.
Purtroppo l'abolizione del Brawndo nell'irrigazione, la cui omonima società è la più grande degli Stati Uniti e dà lavoro alla metà dei cittadini, causa un immediato aggravio dell'economia. Questo porta ad un colpo di Stato durante il quale i disoccupati assalgono la Casa Bianca e catturano Joe condannandolo alla "Riabilitazione", un programma TV in stile Mad Max/Running Man, dal quale riesce a salvarsi grazie a Rita e Frito che, un attimo prima di essere incenerito da un lanciafiamme dal campione in carica Beef Supreme, riescono a diffondere sui maxischermi le immagini dei primi germogli che stanno sbocciando nei campi nuovamente fertili, suscitando lo stupore dei presenti e il perdono da parte del Presidente, che lo salva da Beef Supreme e lo proclama Vicepresidente.
Joe prende in disparte Rita per farsi dare un passaggio da Frito per la macchina del tempo, ma Rita declina l'offerta dicendo di trovarsi bene nel 2505. Anche Joe decide di restare per guidare la popolazione a riprendersi dalla stupidità. Ad ogni modo, i due scoprono che la macchina del tempo non è altro che una banale giostra di un luna park a tema vagamente storico, nella quale Adolf Hitler viene confuso con Charlie Chaplin. Nel giro di poco tempo Joe diventa Presidente degli Stati Uniti e si sposa con Rita, con la quale dà alla luce i tre bambini più intelligenti del mondo. Nel frattempo Frito, divenuto il nuovo vicepresidente, si accoppia con otto mogli generando trentadue dei bambini più stupidi della Terra.
In una scena dopo i titoli di coda, scopriamo che anche Upgrayedd è stato ibernato dal Generale Collins, così si libera dalla propria capsula di ibernazione e si mette sulle tracce di Rita.

## Distribuzione
Dopo l'uscita nelle sale cinematografiche statunitensi e di alcuni paesi europei e il successivo lancio del DVD negli stessi paesi, il film è giunto nei cinema italiani il 3 agosto 2007.

### Edizione italiana
La direzione del doppiaggio italiano è di Franca D'Amato, su testi a cura di Francesco Marcucci, per conto della C.V.D. con la partecipazione della SEFIT-CDC. La sonorizzazione, invece, venne effettuata dalla Technicolor Sound Services.